# Float (Styles P)
Float è il sesto album del rapper statunitense Styles P, pubblicato nel 2013.
| Recensione | Giudizio |
| ---------- | -------- |
| AllMusic   | [ 1 ]    |
| HipHopDX   | [ 2 ]    |
| RapReviews | [ 3 ]    |
| XXL        | [ 4 ]    |
| Exclaim!   | [ 5 ]    |

## Tracce
Tutte le tracce sono prodotte da Scram Jones.
1. Float (Intro) – 1:48
2. Manson Murder (featuring N.O.R.E.) – 2:53
3. Bodies In The Basement – 3:43
4. Hater Love (featuring Sheek Louch) – 3:14
5. Take It Back – 3:20
6. Haze vs. Sour (Skit) – 0:39
7. I Need Weed – 3:51
8. Red Eye (featuring Jadakiss) – 3:09
9. Reckless (featuring Raekwon) – 3:01
10. Shoot You Down – 3:09
11. Open Up (featuring Bullpen) – 3:21
12. Screw Y'all (featuring Scram Jones) – 4:26

## Classifiche settimanali
| Classifica (2013)         | Posizione massima |
| ------------------------- | ----------------- |
| Stati Uniti               | 124               |
| US Independent Albums     | 25                |
| US Top Rap Albums         | 14                |
| US Top R&B/Hip-Hop Albums | 17                |